# Patagonische sierragors
De Patagonische sierragors (Phrygilus patagonicus) is een zangvogel uit de familie Thraupidae (tangaren).

## Verspreiding en leefgebied
Deze soort komt voor van centraal Argentinië en Chili tot Tierra del Fuego.